# Oneonta, Alabama
Oneonta este un oraș și sediul comitatului Blount din statul Alabama al Statelor Unite ale Americii.
1. ↑  Tenbroeck in DeKalb County was named for runaway horse (în engleză), The Gadsden Times[*], 17 iunie 1984, p. B1, accesat în 26 martie 2021
2. ↑   https://www.cityofoneonta.us/mayor-s-office, accesat în 7 iunie 2022 Lipsește sau este vid: |title= (ajutor)
3. ↑  2010 U.S. Gazetteer Files, accesat în 9 iulie 2020